# Католицька церква в Гвінеї-Бісау
Като́лицька це́рква у Гвіне́ї-Біса́у — друга християнська конфесія Гвінеї-Бісау. Складова всесвітньої Католицької церкви, яку очолює на Землі римський папа. Керується конференцією єпископів. Станом на 2004 рік у країні нараховувалося близько 120 000 католиків (9,23% від усього населення). Існувало 2 діоцезій, які об'єднували 30 церковних парафій.  Кількість  священиків — 67 (з них представники секулярного духовенства — 13, члени чернечих організацій — 54), постійних дияконів — 0, монахів — 78, монахинь — 133.